# Lista de governantes dos hunos
Este artigo lista os governantes do Império Huno, um império nômade que governou do norte da China à Europa Central e Ásia Central até os confins da Índia passando pela Rússia. O império desintegrou-se na Europa a partir de 454.
| Governante(s)          | Período    | Notas |
| ---------------------- | ---------- | --- |
| Balamber               | aprox. 370 | Um número de historiadores argumentam que Balamber pode nunca ter existido, e foi uma confusão de outros governantes ou até mesmo uma fabricação. |
| Uldino                 | 400–412    | foi um dos primeiros governantes hunos mencionados pelo nome.                                                                                     |
| Caratão                | 412–413    | foi um dos primeiros reis dos hunos. |
| Octar e Rugila         | 413–430    | Seus ancestrais e relação com os governantes anteriores Uldin e Charaton são desconhecidos.                                                       |
| Rugila (regente único) | 430–c. 435 | foi um fator importante nas primeiras vitórias dos hunos sobre o Império Romano.                                                                  |
| Bleda e Átila          | c. 435–445 | Bleda era irmão de Átila, o huno. |
| Átila (regente único)  | 445–453    | Durante seu reinado, ele foi um dos inimigos mais temidos dos Impérios Romanos do Ocidente e do Oriente.                                          |
| Elaco                  | 453–454    | filho mais velho de Átila (434-453) e Creca. |
| Dengizico              | 454–469    | provavelmente governou simultaneamente sobre os hunos em diarquia com seu irmão Hernaco, mas em divisões e terras separadas.                      |
| Hernaco                | 454–c. 503 | um dos filhos de Átila e governou parte dos hunos depois da morte do pai.                                                                         |

Em 466, Dengizico exigiu que Constantinopla voltasse a prestar tributo aos hunos e restabelecer os direitos de troca dos hunos com os romanos. Os romanos recusaram, no entanto. Dengizico então decidiu invadir o império romano, com Hernaco se recusando a se juntar a ele para se concentrar em outras guerras. Sem seu irmão, Dengizico foi forçado a confiar nos ostrogodos recém-conquistados e na tribo Bitigur "não confiável". Suas forças também incluíam as tribos hunitas dos Ultzinzures, Angiscires e Bardores. Os romanos foram capazes de encorajar os godos em seu exército a se revoltar, forçando Dengizico a recuar. Ele morreu em 469 e sua cabeça foi enviada para os romanos. Este foi o fim do governo huno no Ocidente.
Não está claro o que aconteceu com o filho mais novo de Átila, Hernaco. Possivelmente Hernaco e um grupo de hunos foram assentados, com permissão romana, no norte de Dobruja. Uma sobrevivência final possível dos hunos são os hunos caucasianos do norte, que viviam no que hoje é o Daguestão. Não está claro se esses hunos estiveram sob o domínio de Átila.